# Walsersches Doppelhaus
La Walsersches Doppelhaus  ("Casa bifamiliare dei Walser") è un edificio storico a Herisau. È classificato dal governo svizzero come bene culturale di importanza nazionale.

## Storia
Fu costruito non più tardi del 1779 per il mercante e mecenate Johannes Walser per un costo di circa 70 000 gulden. Il monogramma di Walser è infatti visibile sul portale in ferro battuto del giardino, sulla ringhiera del balcone della facciata est e sulla griglia del lucernario dell'ingresso. Walser fece dell'edificio una nota galleria d'arte e collaborò con famosi illustratori come Gabriel Lory il Vecchio, Simon Daniel Lafond e Johann Jakob Biedermann, con incisori come Carl Guttenberg, Matthias Gottfried Eichler e Julien Lorieux, e con coloristi come Gabriel Lory il Vecchio e il Giovane, William Moritz e Johann Jakob Wetzel.
Lo stato originale dei due Erker è raffigurato da un'opera dell'artista Johannes Hädener. Tra il 1812 e il 1822 venne rimosso l'Erker ad est, mentre tra il 1834 e il 1842 venne aggiunto l'edificio posteriore al numero civico 1. All'inizio del XX secolo le finestre ad arco al piano terra vennero ampliate per assumere l'aspetto odierno. Gli stucchi dei timpani vennero ristrutturati nel 1928 e nel 1957, mentre gli esterni vennero ristrutturati tra il 1972 e il 1973.

## Descrizione
Nell'edificio si notano due piccoli timpani trasversali con rilievi in stucco, quello a ovest raffigurante un'allegoria della guerra, quello a est raffigurante un'allegoria della pace. I portali sono in stile rococò, così come la ringhiera del balcone. L'ingresso dal lato est è un arco a tutto sesto, con una porta in noce a scanalatura radiale e ferratura in ottone. Il portale del giardino è invece in stile Luigi XVI. Gli interni sono sfarzosi, specialmente al numero civico 1. Al secondo piano si trovano dei dipinti di genere, mentre al terzo piano presso la sala del banchetto fanno comparsa degli stucchi in stile rococò.